# Book of Thugs: Chapter AK Verse 47
Book of Thugs: Chapter AK Verse 47 è il terzo album in studio del rapper statunitense Trick Daddy, pubblicato il 15 febbraio 2000 dalla Slip-N-Slide Records e dalla Atlantic Records.

## Tracce
1. Intro (Marvin Dixon) – 0:35
2. Boy (feat. Fat, JV, Kase & Mystic) – 3:55
3. Sittin' on D's (feat. Izm) – 3:30
4. Get on Up (feat. Money Mark Diggla, JV, Kase & Mystic) – 4:13
5. America (feat. Society) – 4:23
6. Shut Up (feat. Trina, Co & Deuce) – 4:22
7. Thug for Life (feat. Kase & Mystic) – 3:47
8. Hoe (Skit) – 0:35
9. Walkin' Like a Hoe – 3:57
10. Tryin' to Stop Smokin' (feat. Mystikal) – 3:39
11. Bout My Money – 3:52
12. Could It Be (feat. Twista) – 3:48
13. Thug Life Again (feat. Money Mark Diggla & Myiera B's) – 3:25
14. Kill Your Ass – 3:06
15. Gotta Let You Have It (feat. Buddy Roe) – 2:54
16. Hoe But Can't Help It (feat. Buddy Roe) – 3:29
17. Outro (Marvin Dixon) – 0:12

## Classifiche

### Classifiche settimanali
| Classifica (2000) | Posizione massima |
| ----------------- | ----------------- |
| Stati Uniti       | 26                |

### Classifiche di fine anno
| Classifica (2000) | Posizione |
| ----------------- | --------- |
| Stati Uniti       | 166       |